# Ali Yarzada
Ali Yarzada, född 15 oktober 1985, är en afghansk före detta fotbollsspelare (mittback) som för spelat i Herat Kabul Bank och Afghanistans fotbollslandslag, där han var lagkapten och har spelat 44 matcher.